# Jefferson Hall
Robert Jefferson Hall (Coventry, 6 dicembre 1977) è un attore britannico.

## Biografia
Nato a Coventry, nelle West Midlands, Hall ha studiato recitazione alla Central School of Speech and Drama di Londra. Nei primi anni della sua carriera era accreditato con il nome di Robert Hall.
Tra i suoi ruoli più significativi si ricordano quelli di Ser Hugh della Valle nella serie televisiva HBO Il Trono di Spade (2011), di Varg della serie BBC Maghi contro alieni (2012-2013) e di Torstein in Vikings (2013-2015).

## Filmografia

### Cinema
- Hooligans, regia di Lexi Alexander (2005)
- The Disappeared, regia di Johnny Kevorkian (2008)
- Sherlock Holmes, regia di Guy Ritchie (2009)
- Powder, regia di Mark Elliott (2011)
- Newcomer, regia di Kai Barry (2015)
- Star Wars - Il risveglio della Forza (Star Wars: The Force Awakens), regia di J. J. Abrams (2015)
- Rogue Agent - La recluta (Rogue Agent), regia di Kai Barry (2017)
- Halloween, regia di David Gordon Green (2018)
- Skin Walker, regia di Christian Neuman (2020)
- Tenet, regia di Christopher Nolan (2020)
- Oppenheimer, regia di Christopher Nolan (2023)

### Televisione
- Casualty – serie TV, 1 episodio (2007)
- The Afternoon Play – serie TV, 1 episodio (2007)
- Clapham Junction – film TV (2007)
- Doctors – serie TV, 2 episodi (2007, 2010)
- Metropolitan Police (The Bill) – serie TV, 1 episodio (2008)
- Coming Up – serie TV, 1 episodio (2008)
- Clone – serie TV, 1 episodio (2008)
- Breaking the Mould – film TV (2009)
- Emma – miniserie TV, 3 episodi (2009)
- Bloody Foreigners – serie TV, 1 episodio (2010)
- Il Trono di Spade (Game of Thrones) – serie TV, stagione 1, 2 episodi (2011)
- Holby City – serie TV, 1 episodio (2012)
- Maghi contro alieni (Wizards vs. Aliens) – serie TV, 26 episodi (2012-2013)
- Two Doors Down – film TV (2013)
- Vikings – serie TV, 20 episodi (2013-2015)
- Our World War – miniserie TV, 1 episodio (2014)
- Barbarians - Roma sotto attacco (Barbarians Rising) – serie TV, 1 episodio (2016)
- Beowulf: Return to the Shieldlands – serie TV, 2 episodi (2016)
- Taboo – serie TV, 6 episodi (2017)
- Testimoni silenziosi (Silent Witness) – serie TV, 2 episodi (2018)
- House of the Dragon – serie TV (2022-in corso)

## Doppiatori italiani
Nelle versioni in italiano delle opere in cui ha recitato, Jefferson Hall è stato doppiato da:
- Giorgio Borghetti in Halloween, House of the Dragon (Jason Lannister)
- Alessio Cigliano in Maghi contro alieni
- Matteo Brusamonti in Vikings
- Gabriele Sabatini in Taboo
- Alberto Bognanni in House of the Dragon (Tyland Lannister)
- Alberto Angrisano in Oppenheimer